# Tectocepheus elegans
Tectocepheus elegans är en kvalsterart som beskrevs av Ohkubo 1981. Tectocepheus elegans ingår i släktet Tectocepheus och familjen Tectocepheidae. Inga underarter finns listade i Catalogue of Life.